# Düsseldorf Magics
Die Düsseldorf Magics waren ein deutsches Basketballteam aus Düsseldorf, das in der Pro A-Liga spielte. Die Magics bildeten bis 2008 die, in eine GmbH ausgegliederte, 1. Herrenmannschaft der Basketballabteilung des ART Düsseldorf.

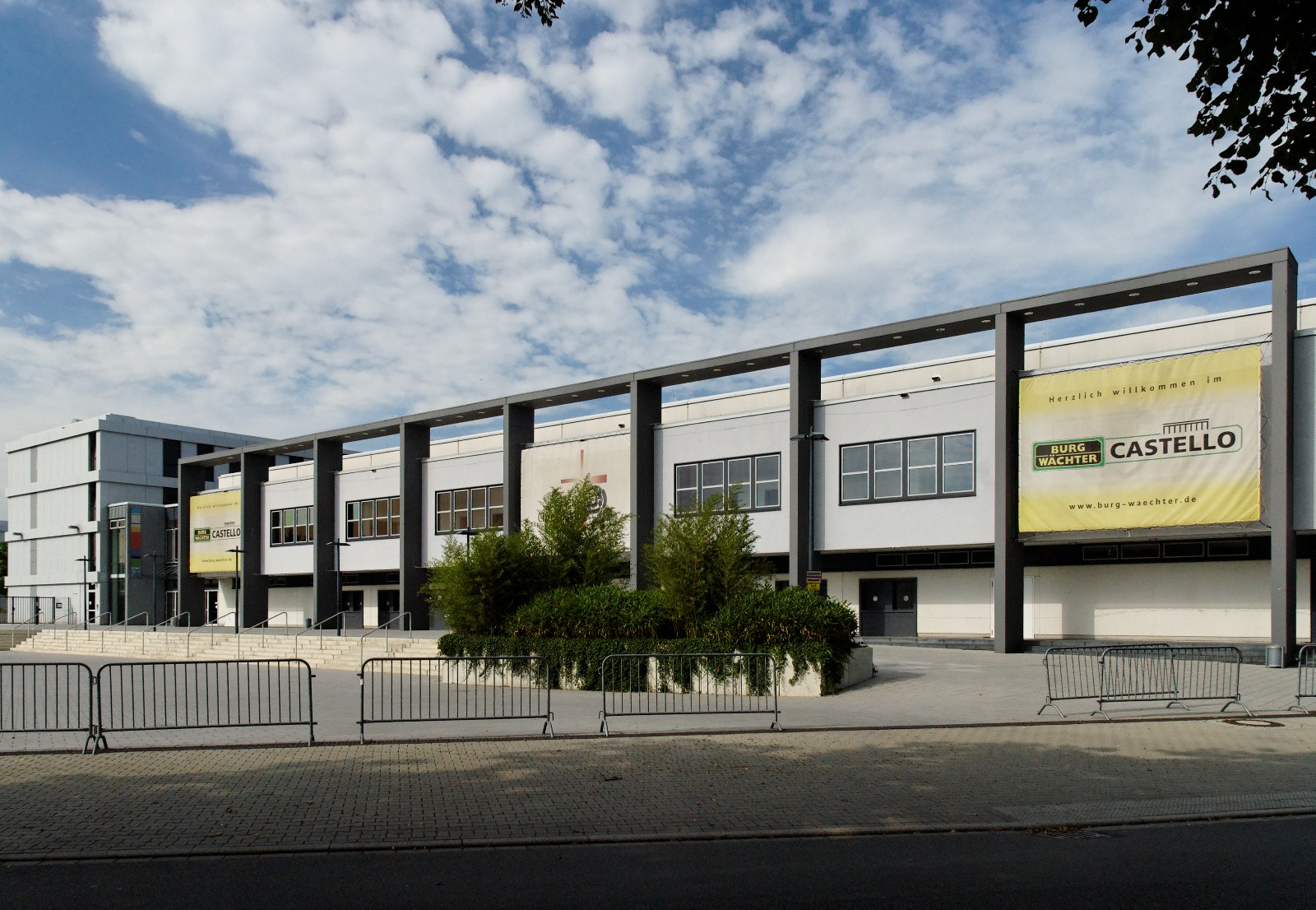
Castello Düsseldorf

Nach der Halle an der Rückertstraße sowie einer Zwischenstation in der Leichtathletikhalle des Arena Sportparks fanden die Magics mit dem im Jahr 2005 neu errichteten Burg-Wächter-Castello in Düsseldorf-Reisholz eine neue Heimat. Jedoch wurde ihnen wegen des Umzuges der Bayer Giants Leverkusen nach Düsseldorf 2008 der Hallenmietvertrag gekündigt.
Daraufhin wurde die Pro A-Lizenz an den FC Bayern München übertragen. Der Stammverein ART 1877/90 Düsseldorf übernahm nach der Lizenzübertragung die Rolle der 1. Herrenmannschaft und spielt in der Basketball-Oberliga. 

## Platzierungen (2002 bis 2007)
- 2002/2003: 05. Platz 2. Basketball-Bundesliga Nord
- 2003/2004: 03. Platz 2. Basketball-Bundesliga Nord
- 2004/2005: 04. Platz 2. Basketball-Bundesliga Nord
- 2005/2006: 03. Platz 2. Basketball-Bundesliga Nord
- 2006/2007: 05. Platz 2. Basketball-Bundesliga Nord
- 2007/2008: 10. Platz ProA